# Martha van Wetteren
Martha van Wetteren, född 1646 i Landegem, död 23 oktober 1684 i Belsele i Flandern, var en kvinna som avrättades för häxeri. Hon var den sista person som avrättades för häxeri i nuvarande Belgien. Hon avrättades genom bränning på bål. 
Martha Wetteren var vid tiden för häxprocessen en gravid änka. Hon var känd för att utföra trollkonster och spådomar mot betalning. Flera vittnen trädde fram och vittnade om hennes trollkonster under rättegången. Avrättningen blev uppskjuten till efter hennes förlossning. Hon avrättades genom bränning på bål. 